# Kós (město)
Kós (v novořečtině Κως) je řecké přístavní město, správní středisko stejnojmenného řeckého ostrova Kós v Egejském moři v souostroví Dodekanés. Nachází se na severovýchodním pobřeží ostrova ve vzdálenosti přibližně 4 km od protilehlého tureckého přístavu Bodrum. Město je významným přístavem a střediskem cestovního ruchu. Na západě hraničí s obecní jednotkou Dikeios.

## Obyvatelstvo
V roce 2011 žilo ve městě 19 432 stálých obyvatel, což je dle sčítání také počet obyvatel obecní jednotky a komunity. Město tak pro statistické účely tvoří jedno sídlo spolu s vesnicemi Lambi, Platani, Ampavris, Kako Prinari, Giapili a Paradisi.

## Dějiny
Dějiny města jsou úzce spojeny s dějinami ostrova Kós. Město bylo založeno v roce 366 př. n. l. Město je rodištěm slavného antického lékaře Hippokrata z Kóu. Jeho památku ve městě připomíná památný platan. Vedle antických památek je ve městě řada památek z období rytířského řádu Johanitů a tureckého panství. V první polovině 20. století, kdy ostrov připadl Itálii, byla vystavěna řada veřejných i správních budov, které i dnes jsou v architektuře města nepřehlédnutelné (např. správní budova u přístavu, centrální náměstí - Platía Eleftherías - s tržnicí a archeologickým muzeem). Po silném zemětřesení 23. dubna 1933 se větší část starého města ocitla v rozvalinách, což umožnilo rozsáhlý archeologický výzkum i částečnou rekonstrukci některých památek.

## Pamětihodnosti a zajímavosti
Centrum města je soustředěno kolem přístavu Mandráki, jehož dominantou je středověká rytířská pevnost, která pochází z dob vlády Johanitů. Pevnost po zemětřesení v roce 2007 není pro veřejnost přístupná.
Antické památky vytvářejí ve městě Kós 2 celky:
- antická agora poblíž přístavu,
- západní vykopávková oblast, na kterou navazují Ódeion a Casa Romana

Antická agora byla hospodářským i politickým centrem antického města. Kromě tržiště a shromáždiště, které byly zřízeny po založení města, se zde nacházely dílny a krámky řemeslníků. Později byly vztyčeny i antické chrámy, které se dnes nacházejí v rozvalinách.
V západní vykopávkové oblasti jsou pozůstatky staveb od 3. stol př. n. l. až do 2. stol. n. l. Znovu vztyčené sloupy označují gymnasion - sportoviště pro atlety. Budova tzv. nymfea sloužila zřejmě jako lázně. Má pozoruhodný vnitřní dvůr - atrium, není však přístupná. Na více místech areálu byly odkryty krásné antické mozaiky, z nichž vyniká Únos Evropy na námět starořecké báje.
Ódeion - římské divadlo z 2. století. které má 15 řad mramorových sedadel, z nichž některá jsou původní.
Casa Romana - římská vila ze 3. století, která byla objevena italskými archeology po ničivém zemětřesení a byla do značné míry rekonstruovaná. Budova obsahuje tři atria a představuje vysoký životní standard bohatých Římanů.
Památky z tureckého období - dochovalo se několik mešit, zejména Defdarova mešita na centrálním náměstí a dále mešita Hadži Hassana (tzv. mešita s lodžií) poblíž přístavu. Obě mešity pocházejí z 18. století. Vedle Hassanovy mešity se dochovaly původní turecké lázně.
Archeologické muzeum se nachází na centrálním náměstí v budově ze 30. let 20. století. Vystavuje zejména sochy a mozaiky z helénistického a římského období. V centrální hale v přízemí je položena barevná mozaika z 2.- 3. století Příjezd boha lékařství Asklépia na Kós, kterého vítá lékař Hippokratés. Řada soch v muzeu má vztah k "lékařské" tradici Kósu - socha Hygie, boha Asklépia, Hippokrata.
V blízkosti města se nachází antický léčebný, lázeňský a náboženský areál Asklépion.

## Galerie

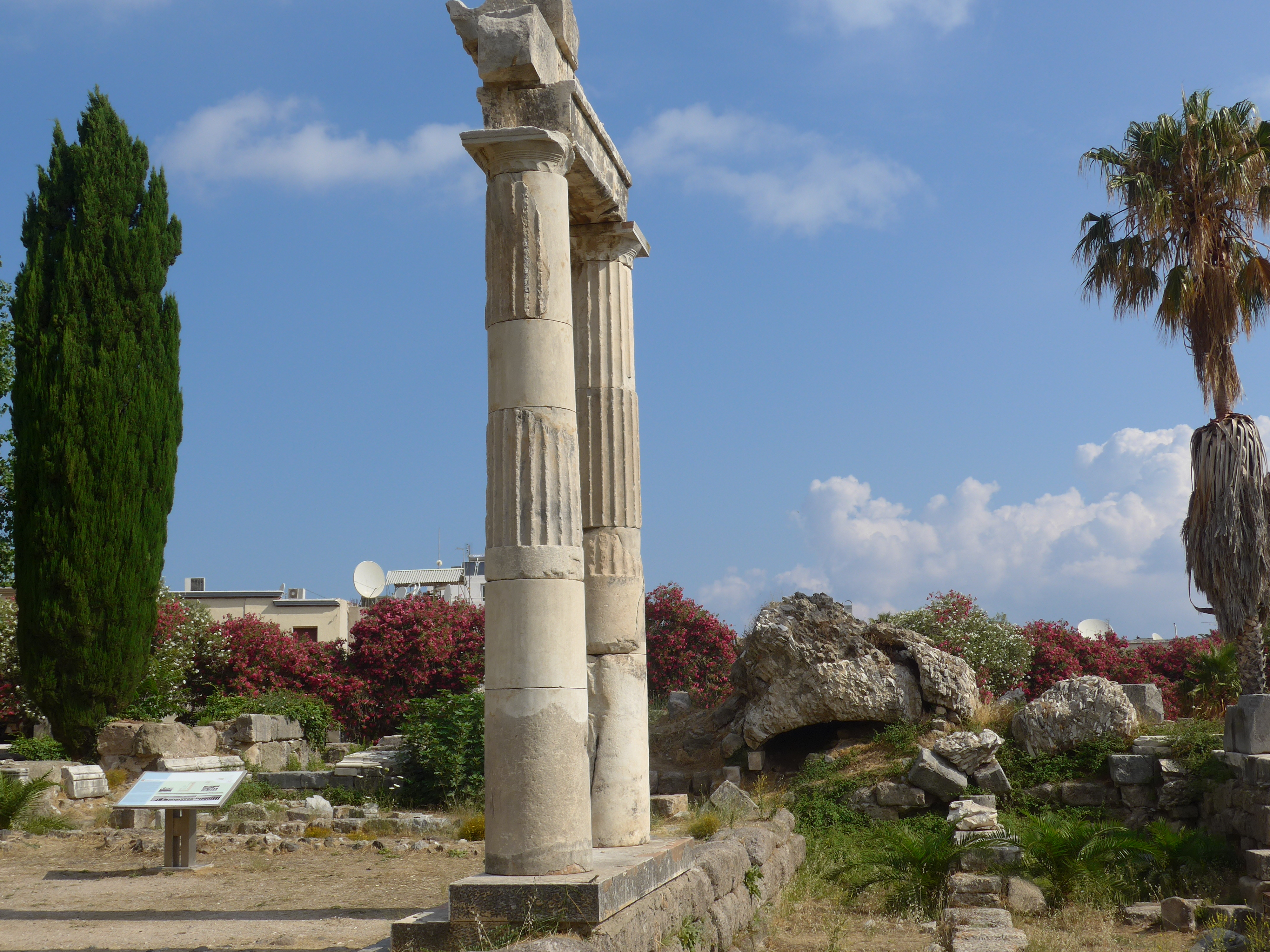
Sloupy na antické agoře
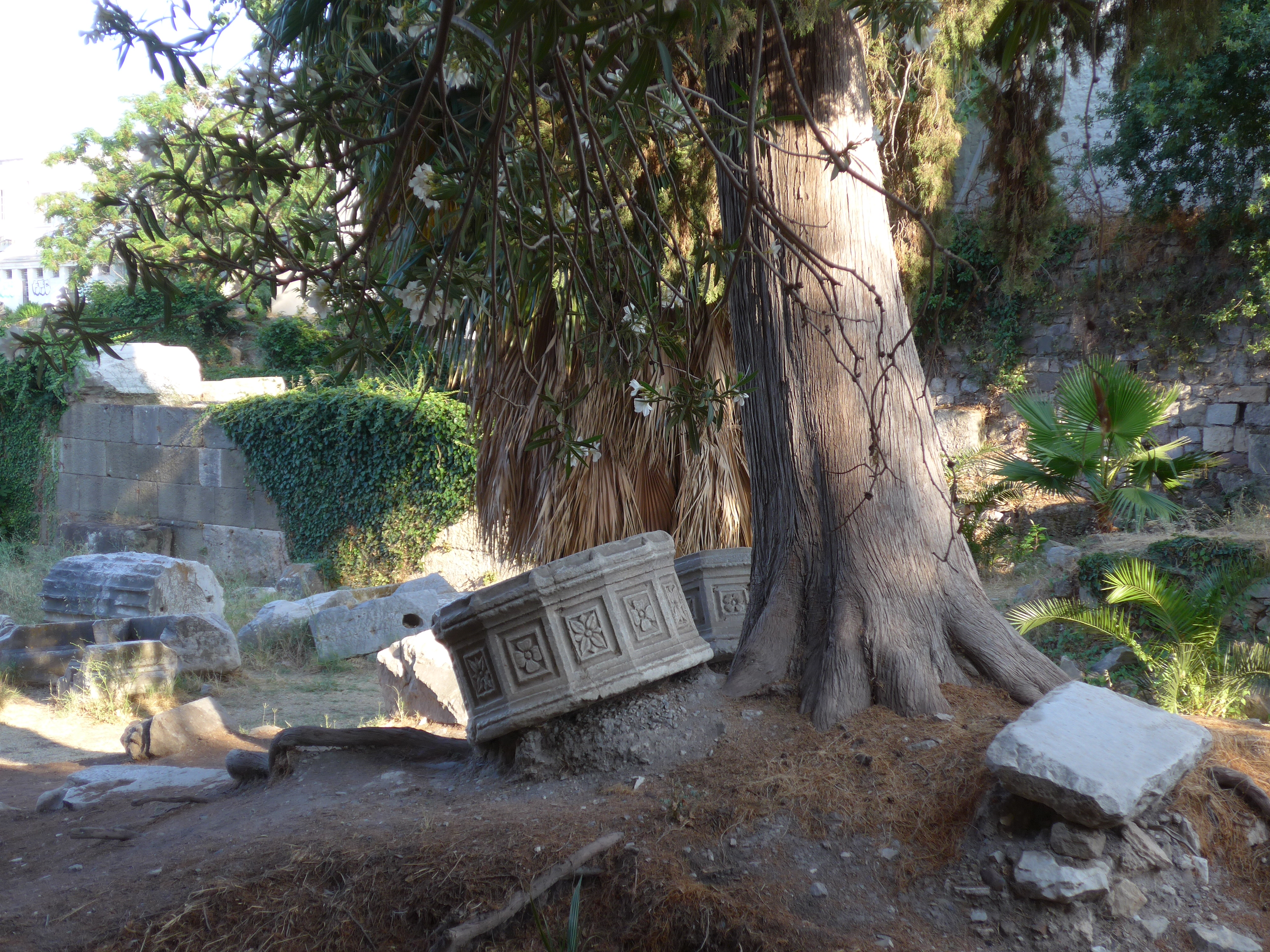
Architektonické články na agoře
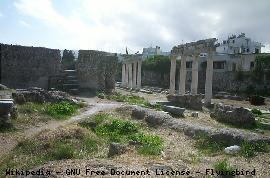
Gymnasion
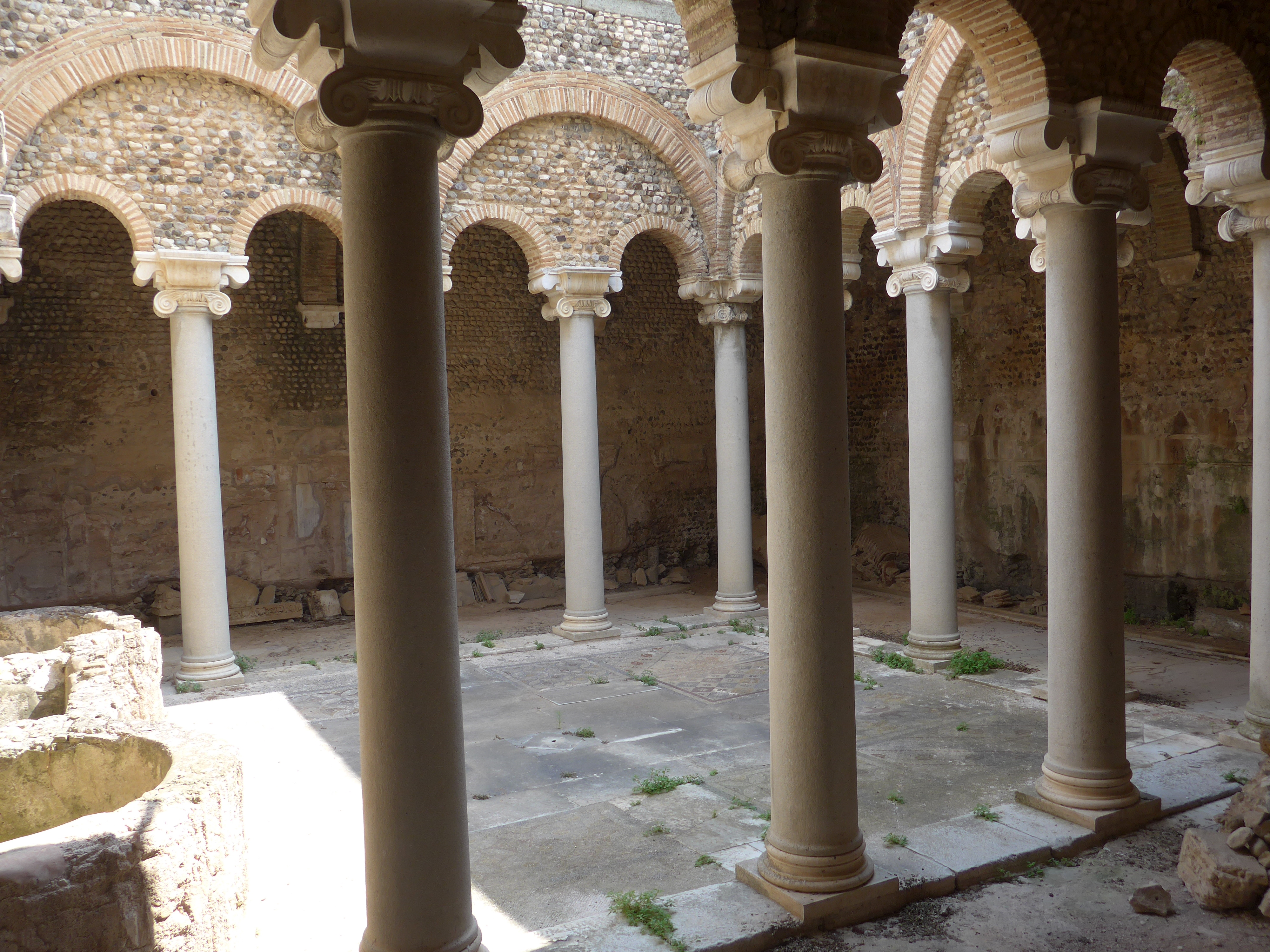
Atrium Nymfea
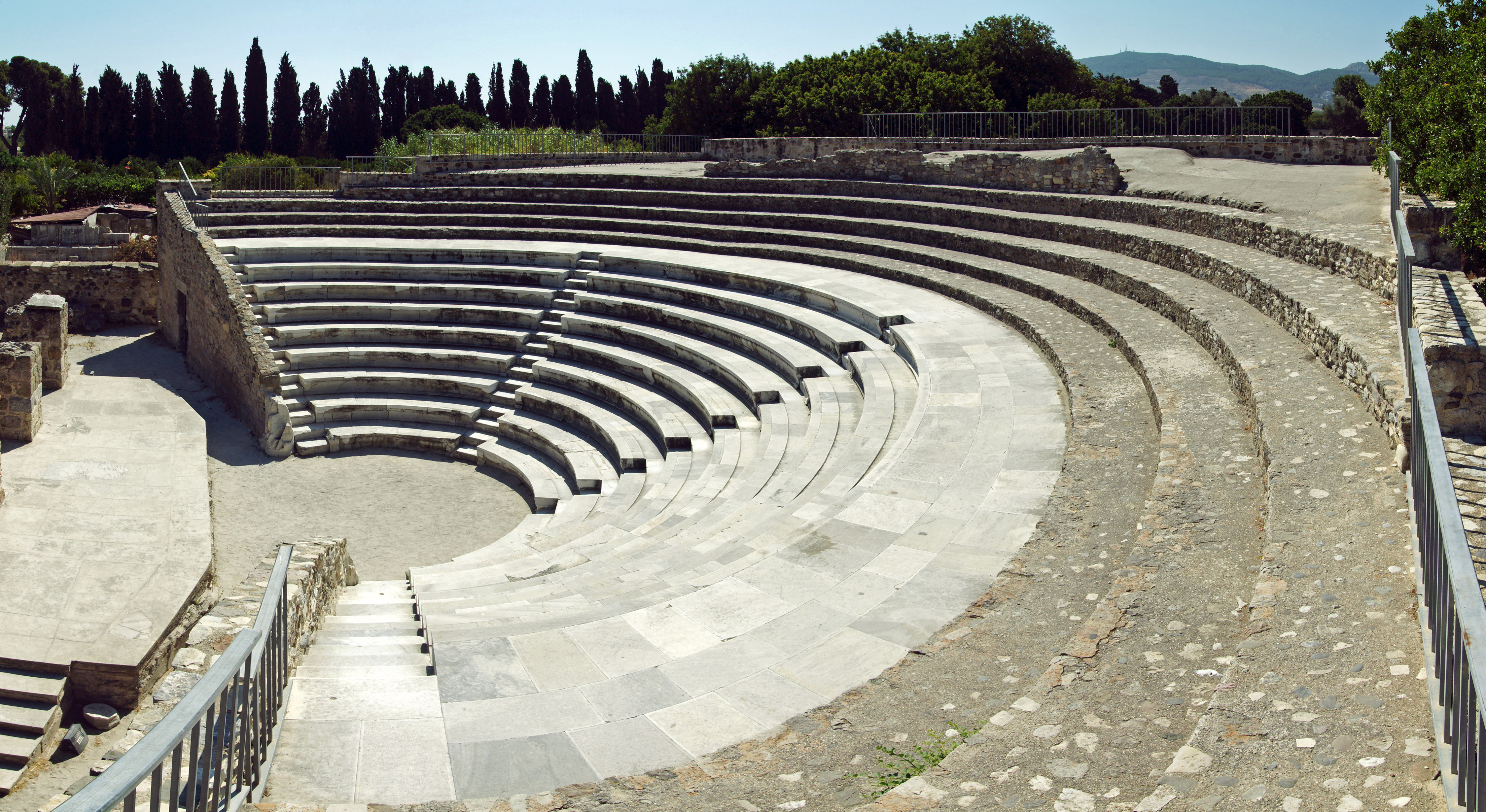
Ódeion
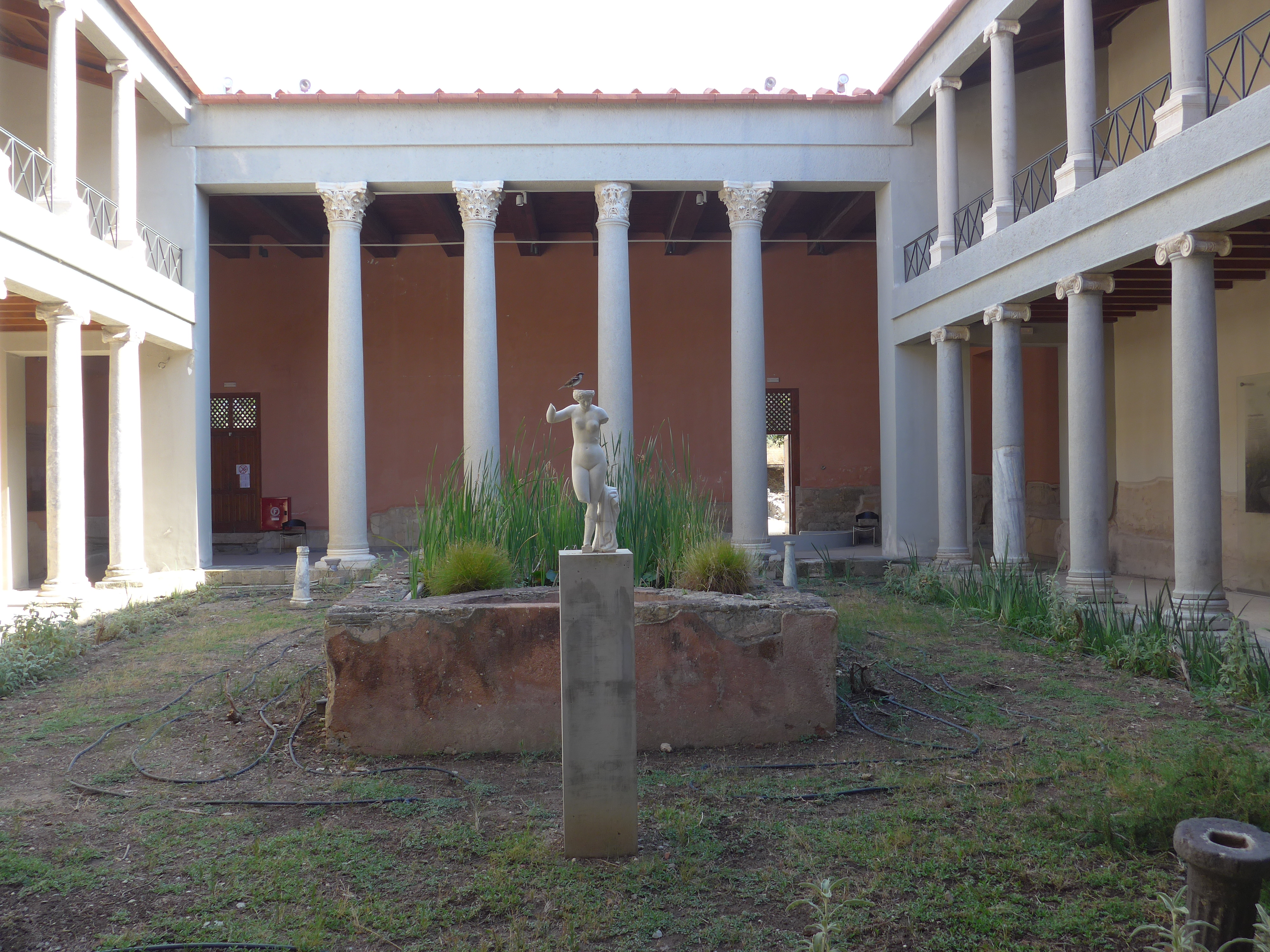
Casa Romana, hlavní atrium vily
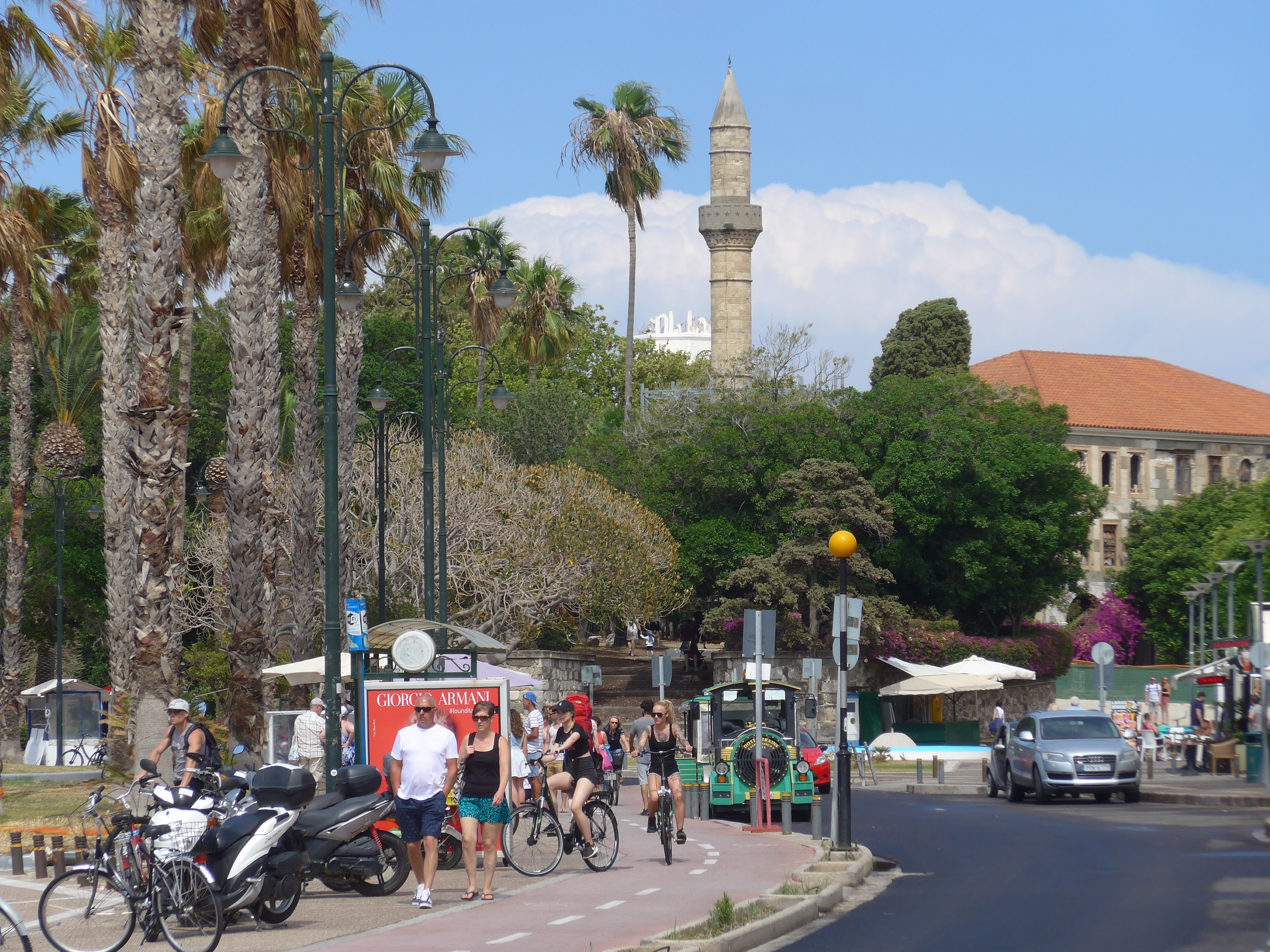
Hassanova mešita
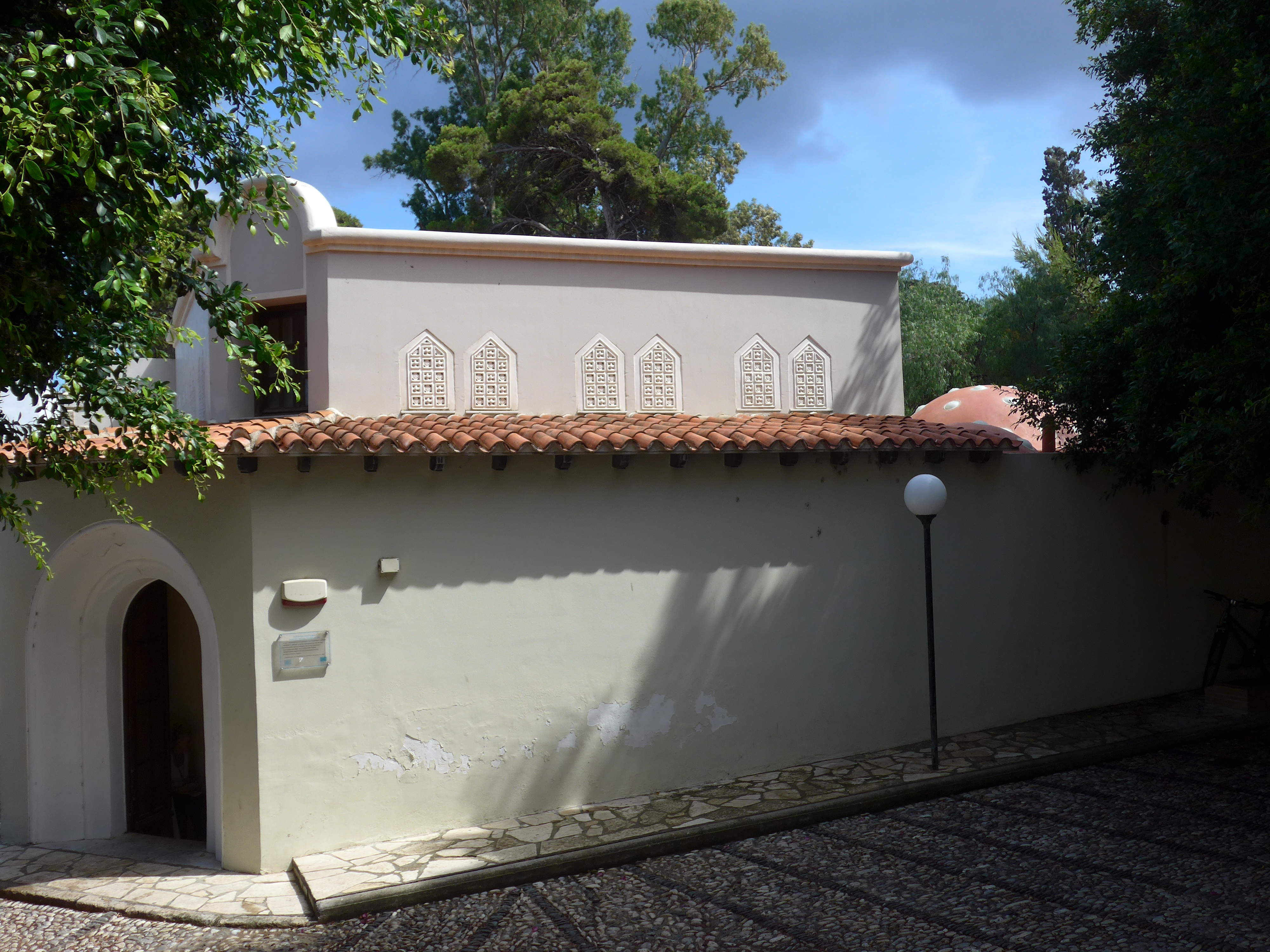
Turecké lázně
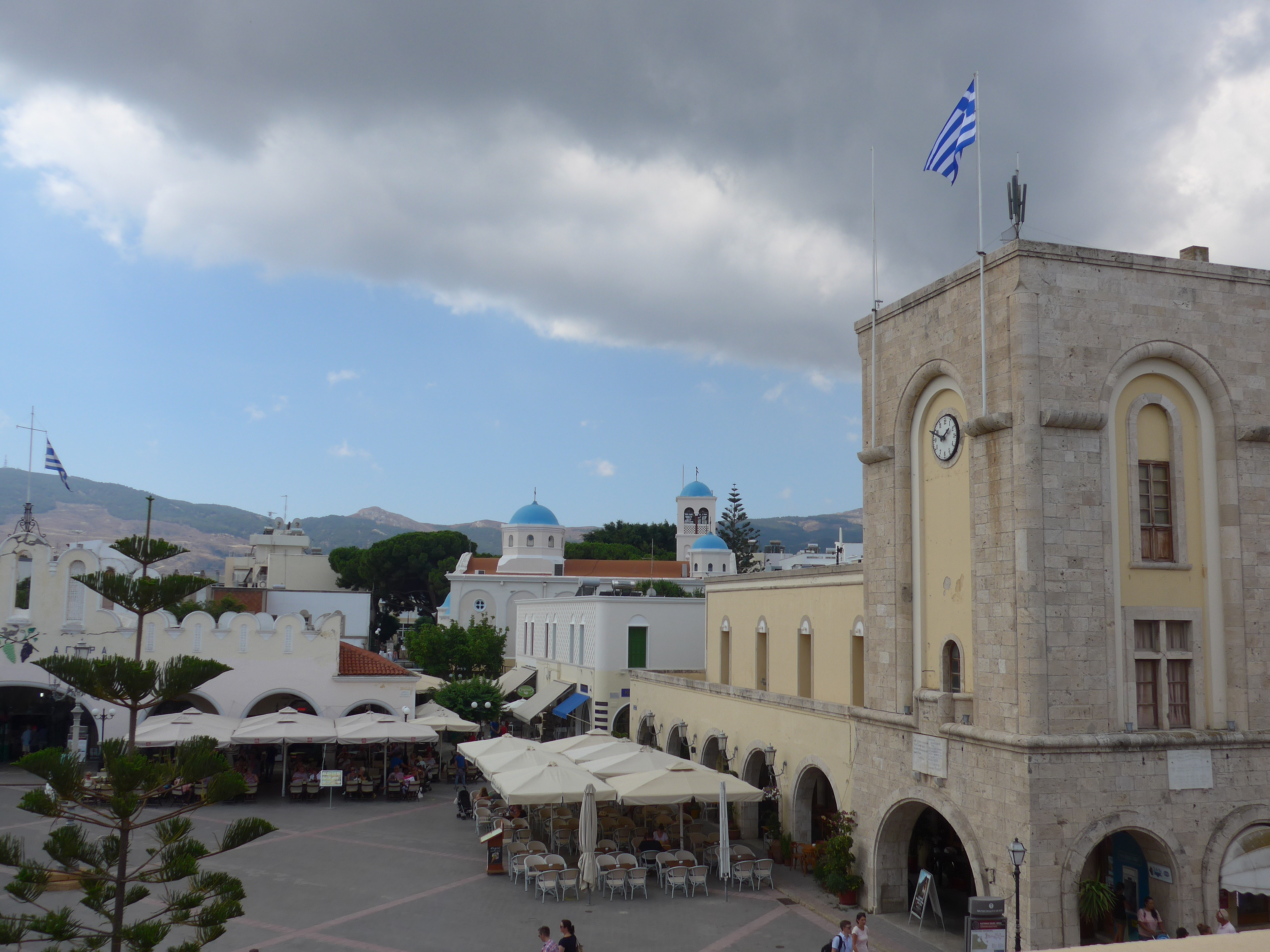
Centrální náměstí
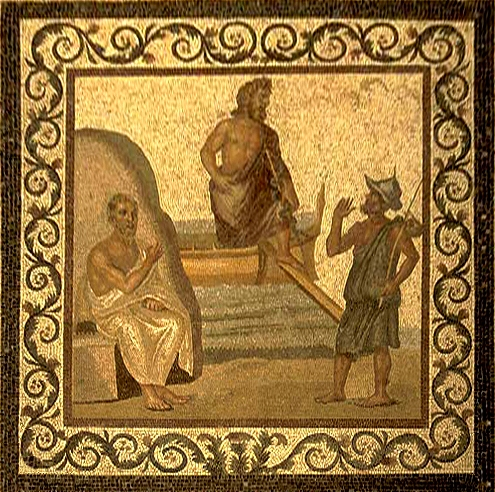
Mozaika, příjezd Asklépia na Kós
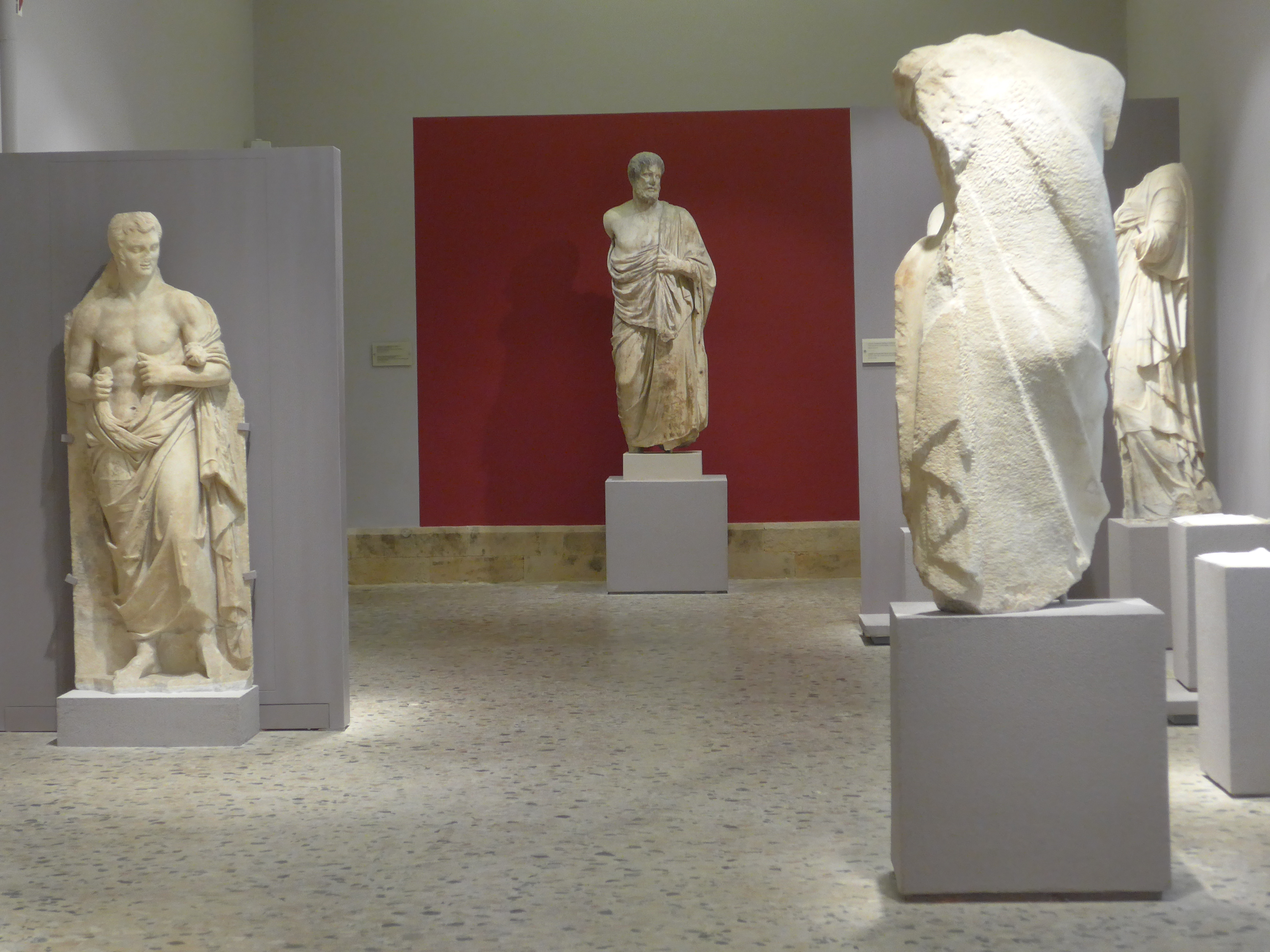
Sál Archeologického muzea, uprostřed socha Hippokrata (?)